# Start-Trigon Cycling Team/Saison 2014
Dieser Artikel listet Erfolge und Fahrer des Radsportteams Start-Trigon in der Saison 2014 auf.

## Erfolge in der UCI Europe Tour
| Datum    | Rennen                                         | Kat. | Fahrer       |
| -------- | ---------------------------------------------- | ---- | ------------ |
| 6. April | Paraguayische Meisterschaft – Einzelzeitfahren | CN   | Gustavo Miño |

## Abgänge – Zugänge
| Zugänge                       | Team 2013                      | Abgänge                          | Team 2014                                |
| ----------------------------- | ------------------------------ | -------------------------------- | ---------------------------------------- |
| Unai Iparraguirre             | Euskadi                        | Bjorn De Decker                  | Cibel                                    |
| Eugen Wacker                  | Qinghai Tianyoude Cycling Team | Efrén Ortega                     | InCycle-Predator Components Cycling Team |
| Lars Pria                     | Rietumu-Delfin                 | Rubén Menéndez                   | Differdange-Losch                        |
| Víctor Niño                   | EBSA-Indeportes Boyacá         | Ibon Zugasti                     | CKT-UAM-Monton                           |
| Carlos Gálviz                 | Fegaven-Pdval                  | Jaime Ramírez                    | Formesán-Bogotá Humana                   |
| Yong Li Ng                    | Team Corbusier Sarawak         | Fader Ardila                     | Unbekannt                                |
| Nicky Allard                  | Klaipeda-Splendid (2007)       | Pedro Coronel                    | Unbekannt                                |
| Elias Busk                    | Neoprofi                       | Óscar Matiauda                   | Unbekannt                                |
| Ulises Castillo               | Neoprofi                       | Darren Matthews                  | Unbekannt                                |
| Ernesto Mora                  | Neoprofi                       | Carlos Gálviz (bis 28. Februar)  | Androni Giocattoli-Venezuela             |
| Carlos Henrique dos Santos    | Neoprofi                       | Lars Pria (bis 24. Juni)         | Bike Aid-Ride for Help                   |
| Joeri Bueken (ab 27. Juni)    | T.Palm-Pôle Continental Wallon | Yong Li Ng (bis 24. Juni)        | RTS-Santic Racing Team                   |
| Jeyson Ulloa (ab 1. November) | Neoprofi                       | Víctor Niño (bis 24. Juni)       | RTS-Santic Racing Team                   |
|                               |                                | Unai Iparraguirre (bis 24. Juni) | Karriereende                             |

## Mannschaft
| Name                       | Geburtstag         | Nationalität |              |
| -------------------------- | ------------------ | ------------ | ------------ |
| Nicky Allard               | 6. Juni 1986       | Belgien      |              |
| Joeri Bueken               | 1. März 1991       | Belgien      |              |
| Elias Busk                 | 2. Juni 1994       | Dänemark     |              |
| Rubén Caseny               | 13. September 1986 | Spanien      |              |
| Ulises Castillo            | 5. März 1992       | Mexiko       |              |
| David van Eerd             | 23. April 1990     | Niederlande  |              |
| Mauricio Frazer            | 24. Januar 1984    | Argentinien  |              |
| Carlos Gálviz              | 27. Oktober 1989   | Venezuela    |              |
| Gustavo Miño               | 12. Juni 1984      | Paraguay     |              |
| Ernesto Mora               | 7. November 1991   | Paraguay     |              |
| Francisco Riveros          | 11. November 1994  | Paraguay     |              |
| Carlos Henrique dos Santos | 23. April 1994     | Brasilien    |              |
| Johnatan Sarmiento         | 4. Dezember 1992   | Kolumbien    |              |
| Jeyson Ulloa               | 18. Juli 1988      | Kolumbien    |              |
| Eugen Wacker               | 17. April 1974     | Kirgisistan  |              |
| Stagiaires                 | Stagiaires         | Nationalität | Nationalität |
| Travis Samuel              | Travis Samuel      | Kanada       |              |